# Cmentarz Ostrawa Zábřeh
Cmentarz Ostrawa Zábřeh (czes. Hřbitov Ostrava Zábřeh, Zábřežský hřbitov) – cmentarz zlokalizowany w ostrawskiej dzielnicy Zábřeh (Czechy) przy ulicy U Studia.

## Historia
Pierwotny cmentarz dla miejscowości Zábřeh znajdował się przy obecnym kościele katolickim. Prawie w centrum dawnej nekropolii stał drewniany kościół św. Marka. Nowy cmentarz, w obecnym miejscu, założono w 1888, a pochówki zaczęły się w 1889. Stary cmentarz wyłączono wówczas z użytku. W 1898 nekropolia została rozszerzona z uwagi na brak miejsc na nowe pochówki (region ostrawski przeżywał wówczas dynamiczny rozwój i gwałtowny wzrost liczby ludności). Kolejne powiększenie obszaru cmentarza nastąpiło w 1908. Wybudowano wtedy reprezentacyjne wejście z dwiema neobarokowymi kaplicami na flankach, jak również kostnicę z salą autopsyjną. Budowle te zaprojektował ostrawski architekt, Josef Navrátil, a ich poświęcenie nastąpiło w czerwcu 1909. Od 1977 na cmentarzu można dokonywać jedynie pochówków urnowych, w związku z czym w 1978 powstała tutaj specjalna kwatera. Obecnie nekropolia pełni rolę parku leśnego – większość lip pochodzi z 1909. Uzupełniają je stare buki, graby i czereśnie. W 2019 zrekonstruowano istniejącą pierwotnie dzwonnicę z dzwonem František. Imię to pochodzi od lokalnego starosty Františka Hrabovského, który w 1888 zadecydował o utworzeniu nekropolii.

## Architektura
Na lewo od wejścia głównego znajduje się duży marmurowy krzyż na cokole z 1888, a także aleja zasłużonych, gdzie spoczywają ważne dla Zábřehu postacie z XIX i XX wieku, m.in. proboszczowie, nauczyciele, czy legioniści.

## Galeria

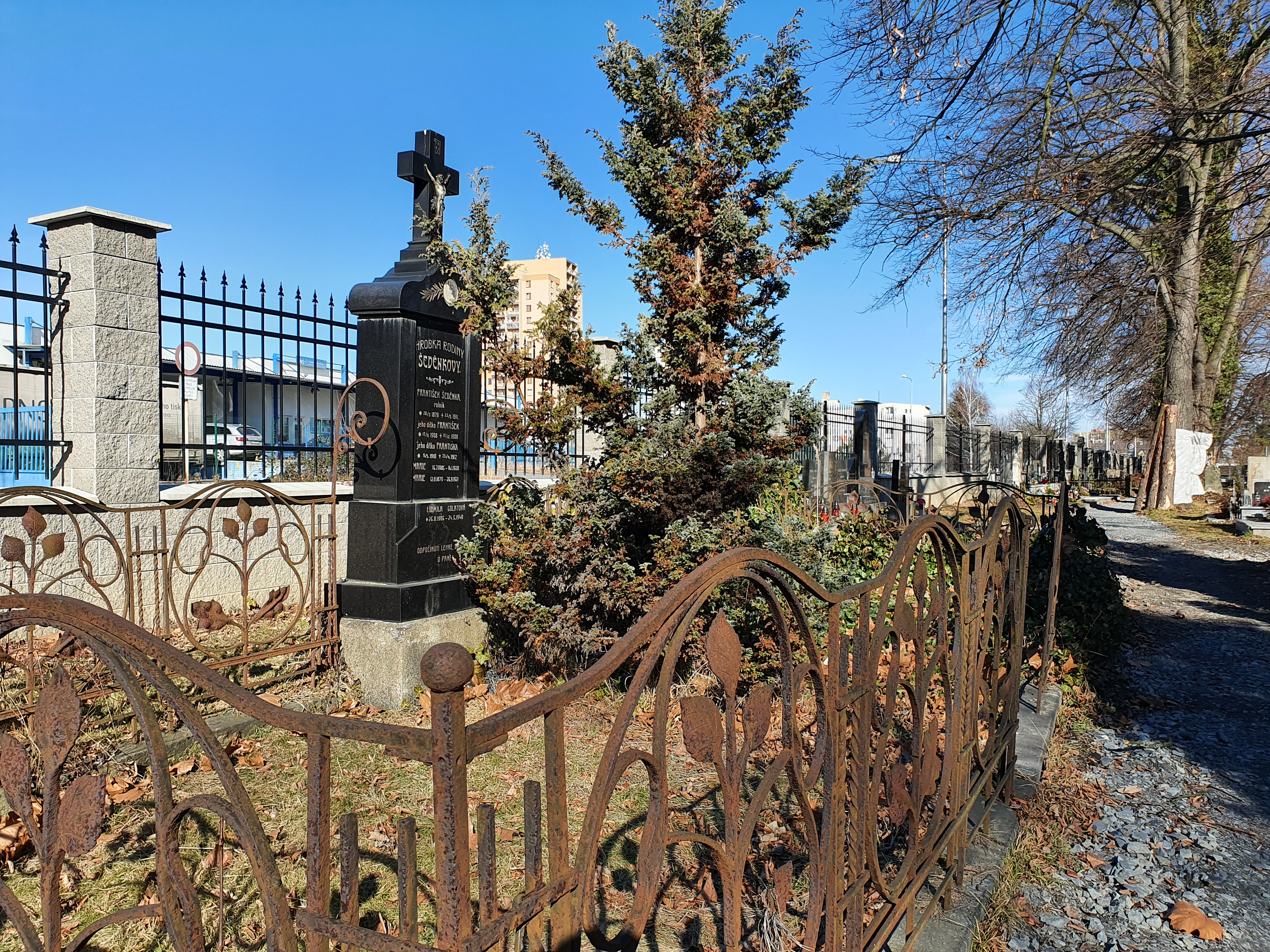
Fragment cmentarza
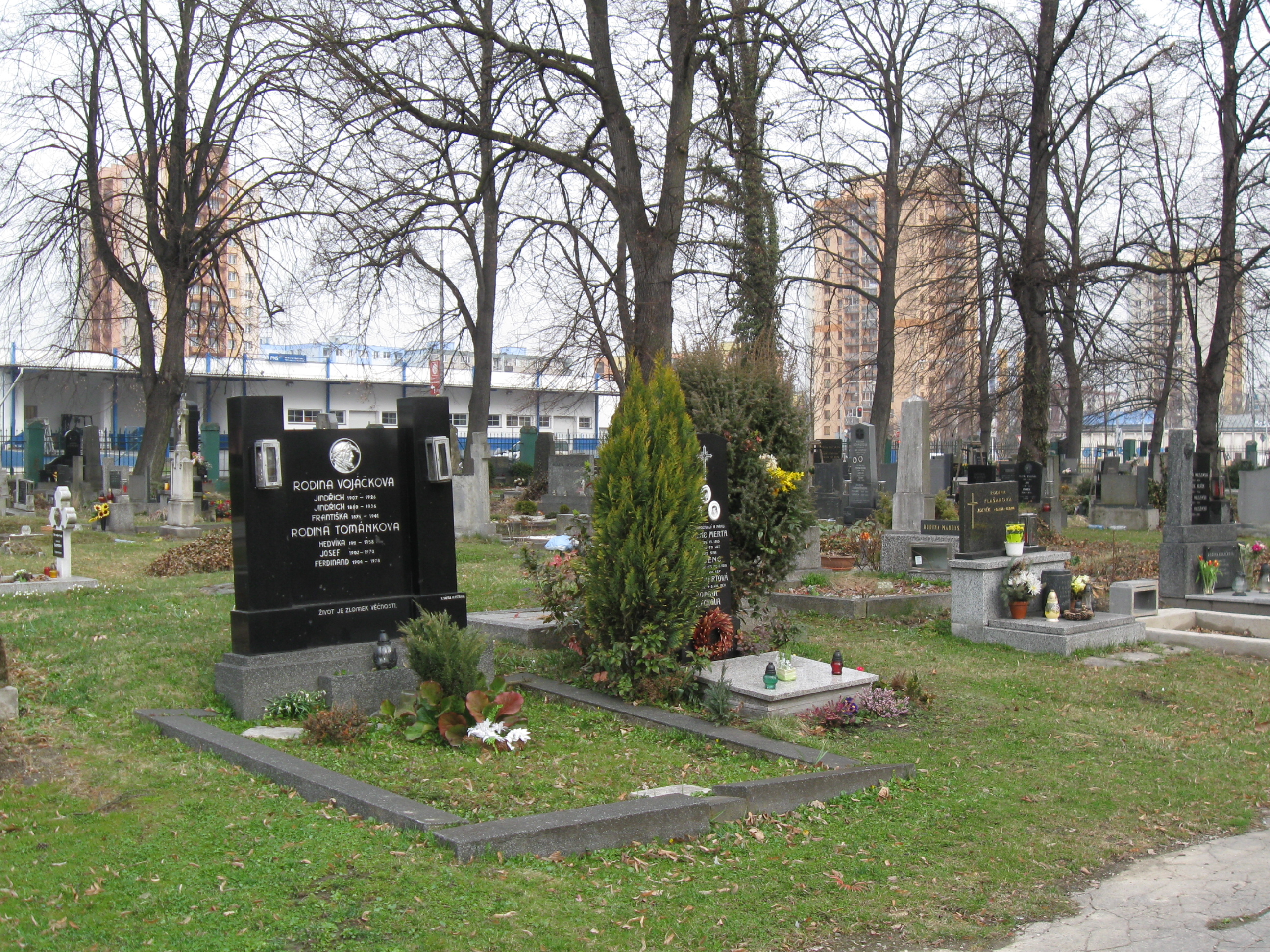
Widok ogólny
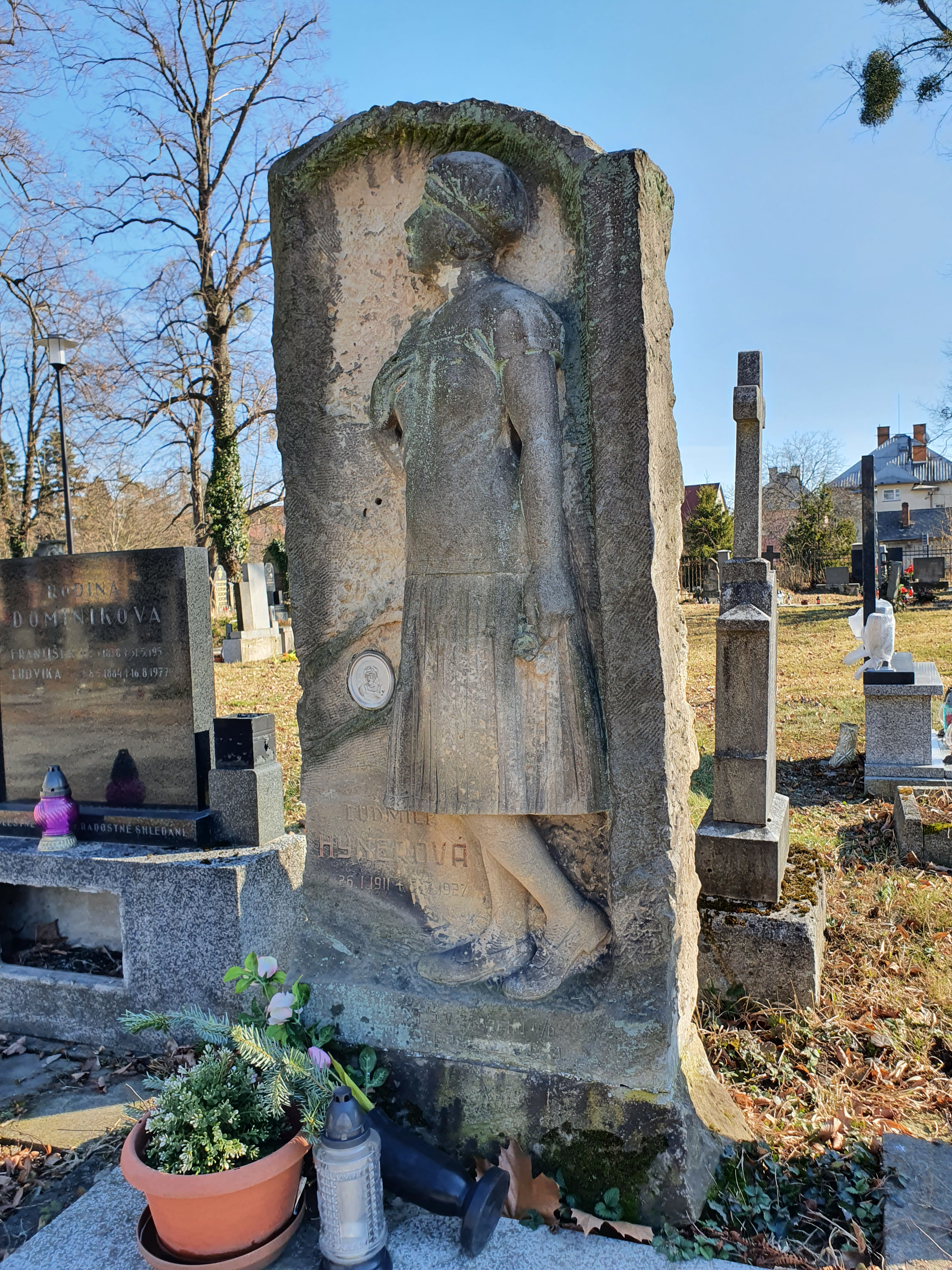
Jeden ze starych nagrobków